# ماركو كالاسان
ماركو كالاسان نابغة مقدوني ولد في 24 يوليو 2000م. يعتبر أصغر مهندس أنظمة مايكروسوفت وكومبيوتر في العالم إذ إنه يحمل أربع شهادات في هذا المجال، كما أنه وضع كتاباً من 312 صفحة عن مايكروسوفت ووندوز 7 .